# Leo Roininen
Leo Johannes Roininen (ur. 16 lipca 1928 w Toronto, zm. 21 kwietnia 2002 w Greater Sudbury) – kanadyjski lekkoatleta, który specjalizował się w rzucie oszczepem oraz pchnięciu kulą.
W 1948 startował w igrzyskach olimpijskich – z wynikiem 53,92 zajął 20. miejsce. Dwukrotny medalista igrzysk Imperium Brytyjskiego w 1950 – złoto zdobył w oszczepie oraz brąz w pchnięciu kulą. Trzy razy zdobywał złote medale mistrzostw Kanady w konkursie rzutu oszczepem. Rekord życiowy: rzut oszczepem – 60,29 (1948).